# Žlebec Gorički
Žlebec Gorički – wieś w Chorwacji, w żupanii zagrzebskiej, w gminie Marija Gorica. W 2011 roku liczyła 67 mieszkańców.